# Амьен-2 (Нор-Уэст)

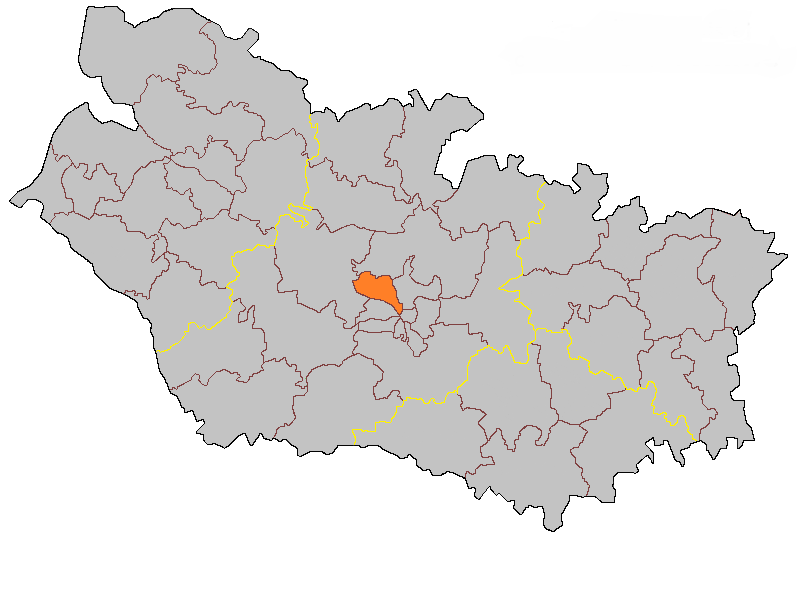
Кантон Амьен-2 (Нор-Уэст) на карте департамента Сомма

Амьен-2 (Нор-Уэст) (фр. Amiens 2e (Nord-Ouest)) — упраздненный кантон во Франции, регион Пикардия, департамент Сомма. Входил в состав округа Амьен.
В состав кантона входили коммуны (население по данным Национального института статистики за 2009 г.):
- Амьен (11 021 чел.) (частично)
- Аргёв (532 чел.)
- Сен-Совёр (1 374 чел.)

## Политика
На президентских выборах 2012 г. жители кантона отдали в 1-м туре Франсуа Олланду 32,6 % голосов против 22,7 % у Николя Саркози и 18,5 % у Марин Ле Пен, во 2-м туре в кантоне победил Олланд, получивший 58,7 % голосов (2007 г. 1 тур: Сеголен Руаяль — 29,1 %, Саркози — 27,1 %; 2 тур: Руаяль — 54,9 %). На выборах в Национальное собрание в 2012 г. по 1-му избирательному округу департамента Сомма они поддержали кандидата Социалистической партии Паскаль Буастар, набравшую 35,3 % голосов в 1-м туре и 64,3 % - во 2-м туре. На региональных выборах 2010 года в 1-м туре победил список «правых», собравший 24,4 % голосов против 23,9 % у списка социалистов. Во 2-м туре «левый список» с участием социалистов и «зелёных» во главе с Президентом регионального совета Пикардии Клодом Жеверком получил 52,9 % голосов, «правый» список во главе с мэром Бове Каролин Кайё занял второе место с 31,2 %, а Национальный фронт с 15,97 % финишировал третьим.
|  | Кандидат        | Партия                    | % голосов |
|  | --------------- | ------------------------- | --------- |
|  | Жеральд Месс    | Коммунистическая партия   | 59,00     |
|  | Паскаль Фрадкур | Союз за народное движение | 41,00     |